# Robert Friedersdorff
Robert Friedersdorff (* 1. August 1885 in Wirsitz, Kreis Wirsitz, Regierungsbezirk Bromberg; † 1970 in Nauort, Unterwesterwaldkreis) war ein deutscher Porträt-, Figuren- und Landschaftsmaler sowie Radierer der Düsseldorfer Schule.

## Leben und Werk
Friedersdorff, Sohn des Katasterdirektors des Landkreises Dramburg, Konrad Friedersdorff (* 1846), studierte Malerei an der Kunstakademie Düsseldorf. Dort waren Willy Spatz und Claus Meyer seine Lehrer. Er ließ sich in Düsseldorf nieder, wo er zeitweise mit seiner Schwester Gertrud, einer Porträt- und Landschaftsmalerin, unter der gleichen Adresse lebte. Er unternahm mehrere Studienreisen nach Italien, 1913 nach Florenz. Von 1920 bis 1928 war er Mitglied des Künstlervereins Malkasten. Außerdem gehörte er dem Verein der Düsseldorfer Künstler und der Freien Vereinigung Düsseldorfer Künstler an.
Friedersdorff trat vor allem durch flächig angelegte Landschaftsgemälde in Erscheinung, die ein helles Kolorit sowie eine breite, pastose Faktur – zuweilen mit fein getupften Flächen in Kontrast stehend – kennzeichnet. Seine Malerei, die er in Öl, Aquarell, Tempera und Mischtechniken ausführte, sowie seine Radierungen wurden vom Jugendstil, vom deutschen Impressionismus und vom französischen Spätimpressionismus beeinflusst. 1914 war er Teilnehmer der Großen Berliner Kunstausstellung, 1926 der Großen Kunstausstellung Düsseldorf.